# Autovía Shikoku-Jūkan
La Autovía Shikoku-Jukan (四国縦貫自動車道 Shikoku-Jūkan Jidōshadō?) es la denominación dada a una ruta incluida entre las Autovías Troncales para el Desarrollo Territorial (国土開発幹線自動車道 Kokudokaihatsu Kansenjidōshadō?) cuya traza va desde la Ciudad de Tokushima a la Ciudad de Oozu.
Todo el trayecto está considerado como Autovía Nacional de Alta Velocidad (高速自動車国道 Kōsoku Jidōshakokudō?), asimismo la totalidad del trazado está siendo utilizado en forma compartida entre la Autovía de Matsuyama y la Autovía de Tokushima (徳島自動車道 Tokushima Jidōshadō?).

## Historia
- 1966: el 1° de julio se aprueba su trazado y construcción.
- 1985: el 27 de marzo se inaugura el trayecto que va desde el Intercambiador Mishima Kawanoe (三島川之江インターチェンジ Mishima Kawanoe Intāchenji?) al Intercambiador Doi (土居インターチェンジ Doi Intāchenji?), convirtiéndose en el primer tramo de una autovía inaugurada en la Región de Shikoku.
- 2008: el 13 de junio se inaugura el tramo entre el Intercambiador Iyo (伊予インターチェンジ Iyo Intāchenji?) y el Intercambiador Oozu (大洲インターチェンジ Oozu Intāchenji?), completando el trazado.

- Datos: Q8210006